# Lydia Sandgren
Lydia Sandgren, född 8 januari 1987, är en svensk författare. År 2020 tilldelades hon Augustpriset för sin debut Samlade verk.

## Biografi
Sandgren är uppväxt i Hyssna i Marks kommun, som äldst av sju syskon. Hon är utbildad psykolog och arbetar (2020) på en öppenpsykiatrisk mottagning i Göteborg. Hon har även studerat filosofi och litteraturvetenskap på universitetet.

### Samlade verk
År 2020 debuterade hon med romanen Samlade verk, som av en stor del av kritikerkåren hyllades som en lovsång till litteraturens och bildningens kraft. Boken vann Augustpriset 2020 med motiveringen "Lydia Sandgren bygger och befolkar ett eget litterärt universum fyllt av levande detaljer. Göteborg, med svartklubbar, sunkhak och universitetsbibliotek, blir spelplats för ett triangeldrama där den försvunna Cecilia är det svarta hål kring vilket romangestalterna graviterar. Samlade verk är en kärleksförklaring till litteraturen".
DN:s Åsa Beckman var mer återhållsam. Hon menade att även om boken är en anslående debut, består berättelsen om flykt och tid av alltför snabbt hopplockade tidstecken utan någon riktig atmosfär.